# Wilhelm Alexander Rothstén
Wilhelm Alexander Rothstén, född 12 december 1858 i Stockholm, död 7 september 1892 i Stockholm, var en svensk konstnär och dekorationsmålare. 
Han var son till Carl Abraham Rothstén och Hedwig Nylin och gift med Eda Rothstén. Han studerade vid Konstakademien i Stockholm och var efter studierna verksam som dekorationsmålare i Stockholm. Som stafflikonstnär målade han huvudsakligen landskap och hämtade sina motiv från Örebro och Stockholm. Rothstén finns representerad vid Örebro läns museum med oljemålningen Utsikt mot Reträtten målad 1888.  